# 东佛罗里达
東佛羅里達（西班牙語：Florida Oriental）由1763年至1783年間是英國殖民地，1783年至1821年間是西屬佛羅里達的一個省份。東佛羅里達在1763年由英國殖民政府建立，包括佛羅里達半島，西界位於阿巴拉契科拉河。首府位於聖奧古斯丁，也是西屬佛羅里達的首府。
英國在西班牙和法國自英法北美戰爭（七年戰爭）以後獲得東西佛羅里達。由於其西南部新的領土太大難以作單一管理，英國決定沿阿巴拉契科拉河分割為兩個殖民地。東佛羅里達包括西屬佛羅里達的大部分。
英國在美國獨立戰爭期間將兩個佛羅里達都割約予西班牙。西班牙將其視為獨立的殖民地，但西佛羅里達主體由1810年至1813年間逐步由美國佔領。西班牙在1819年簽訂阿當斯-奧尼斯條約後割約了東佛羅里達和西佛羅里達其餘部分予美國。1822年美國將其重組為單一的單位，佛羅里達領地。